# NGC 128
NGC 128 è una galassia lenticolare situata nella costellazione dei Pesci. Dista circa 190 milioni di anni luce dal nostro Sole e ha un diametro di circa 165.000 anni luce.
È stata scoperta il 25 dicembre 1790 dall'astronomo tedesco di nascita, ma naturalizzato britannico, William Herschel utilizzando un telescopio riflettore da 47 cm. Al momento della scoperta le sue coordinate furono registrate come 00h 22m 05s, +87° 54,6′ -20,0″. In seguito fu osservata da John Herschel, figlio di William, il 12 ottobre 1827.

## Aspetto visuale
Al momento della scoperta la galassia venne descritta come "piuttosto brillante, molto piccola, con un nucleo più brillante". Ha un diametro di circa 165.000 anni luce e appare di forma allungata. Il bulge, il rigonfiamento centrale, ha una caratteristica forma ad arachide, probabilmente causata dall'interazione gravitazionale con le due galassie vicine. Nel 2016 si è scoperto che all'interno del rigonfiamento ad arachide sono ospitate due strutture probabilmente associate a barre stellari.

## Gruppo di NGC 128
NGC 128 è il membro di maggiori dimensioni del gruppo a cui da il nome, un raggruppamento di galassie che include NGC 125, NGC 126, NGC 127 e NGC 130, oltre a UGC 275, UGC 277, UGC 281, UGC 282, UGC 283, MCG 00-02-45 e MCG 00-02-47.
Anche se fanno parte dello stesso gruppo, la differenza nelle velocità di recessione tra NGC 125 e NGC 128, che è superiore a 1000 km/h, rende poco probabile che esse siano particolarmente vicine; invece il valore simile di redshift tra NGC 125 e NGC 126 depone a favore di una loro contiguità. Esiste un ponte di materia tra NGC 127 e NGC 128 creato dalla forte attrazione gravitazionale tra le due galassie.

## Supernova
Il 30 ottobre 2004, all'interno di NGC 128 stata scoperta la supernova SN 2004fe da parte di un gruppo di astronomi impegnati nel programma congiunto LOSS/KAIT (Lick Observatory Supernova Search dell'osservatorio Lick e The Katzman Automatic Imaging Telescope dell'Università della California - Berkeley). La supernova apparteneva al tipo Ia.